# نيابة طيطام
نيابة طيطام نيابة جبلية من ضمن الحزام الأخضر في ظفار ، تتبع إدارياً ولاية صلالة . وهي تقع غرب جبال القرا. تبعد عن مدينة صلالة حوالي 41 كيلومترا. وتقع طيطام غرب وشمال نيابة غدو وغرب  نيابة حجيف التابعة لولاية صلالة وتحدها من الغرب ولاية رخيوت ومن الشمال ولاية ثمريت وتتبعها مناطق ريسوت وافتلقوت وعدونب والمغسيل حيث أن هذه المناطق تتبعها إدارياً.

## مرافق خدمية في نيابة طيطام
يتوفر بها مركز اداري يحتوي على عدة مبان حكومية لتقديم الخدمات المختلفة للمواطنين وتسهل معاملاتهم بالإضافة إلى ذلك يوجد بالنيابة عدة مدارس حكومية مختلفة وسوق تجاري يوفر الاحتياجات والمواد الاستهلاكية التي يحتاجها السكان. وهناك طريق شق حديثا طريق طيطام – قفطوت – ريسوت - صلالة ·

## سكان نيابة طيطام
تعتبر مهنة تربية الحيوانات والمواشي والزراعة الموسمية ؛ المهن الرئيسية لسكان نيابة طيطام بالإضافة إلى الاهتمام بالحرف التقليدية المختلفة وتربية نحل العسل.